# Wahlen zur South West African Legislative Assembly 1934
- UNSWP: 8
- Unabh.: 2
- DB: 1
- EL: 1

Die Wahlen zur South West African Legislative Assembly im Jahr 1934 waren die dritten (von neun) Wahlen im Mandatsgebiet Südwestafrika. Sie fanden am 31. Oktober 1934 statt.
Gewählt wurde in 12 Ein-Personen-Wahlkreisen. Wahlberechtigt waren ausschließlich die weißen Einwohner, nicht die schwarze Bevölkerungsmehrheit. Zusätzlich zu den 12 Sitzen ernannte der südafrikanische Administrator des Mandatsgebietes 6 weitere Abgeordnete.
Bei den letzten Wahlen, den Wahlen zur South West African Legislative Assembly 1929, hatten die in der United National South West Party (UNSWP) zusammengeschlossenen südafrikanischen Parteigänger 8 von 12 Mandaten errungen. Der Deutsche Bund für Südwestafrika, der noch die vorletzte Wahl gewonnen hatte, gewann nur einen Wahlkreis.
Mit der Economic League/Ekonomiese Bond (EL) trat eine neue Partei an.
Die in Südwestafrika aktiv auftretende NSDAP führte 1934 mehrere öffentliche Veranstaltungen durch, drei in Windhoek, darunter auch eine am sogenannten Tag der Deutschen Jugend. Damit sollte der regionale Aufbau von Strukturen der Hitlerjugend unterstützt werden. Es kam am 11. Juli zu gewaltsamen Gegenaktionen von Pro-Unionisten vor den Büros beider Organisationen. Am 29. Oktober 1934 erfolgte auf Basis der Government Notice No. 141 of 1934 das Verbot der NSDAP, deren Aktivitäten bereits durch eine Verordnung der SWA Legislative Assembly von 1933 stark eingeschränkt waren. Die HJ wurde 1934 vom SWA-Administrator gebannt.
UNSWP und EL setzten sich im Wahlkampf dafür ein, dass Südwestafrika als fünfte Provinz in die Südafrikanische Union inkorporiert werden könne. Nach den Wahlen kam es diesbezüglich auf Initiative der südafrikanischen Regierung zur Errichtung der Van-Zyl-Kommission, durch die die Empfehlung ausgesprochen wurde, Südwestafrika als „integralen Bestandteil“ in die Union administrativ einzugliedern.

## Wahlergebnisse nach Wahlkreisen
| Nr.    | Wahlkreis        | DB                         | UNSWP                      | Unabh.                     | EL                         | abgegebene Stimmen         | Wahlkreissieger     |
| ------ | ---------------- | -------------------------- | -------------------------- | -------------------------- | -------------------------- | -------------------------- | ------------------- |
| 1      | Gibeon           | Einziger Kandidat (UNSWP)  | Einziger Kandidat (UNSWP)  | Einziger Kandidat (UNSWP)  | Einziger Kandidat (UNSWP)  | Einziger Kandidat (UNSWP)  | UNSWP               |
| 2      | Gobabis          | –                          | 415                        | –                          | 210                        | 625                        | UNSWP               |
| 3      | Grootfontein     | –                          | 139                        | 273                        | –                          | 412                        | Unabh.              |
| 4      | Keetmanshoop     | Einziger Kandidat (UNSWP)  | Einziger Kandidat (UNSWP)  | Einziger Kandidat (UNSWP)  | Einziger Kandidat (UNSWP)  | Einziger Kandidat (UNSWP)  | UNSWP               |
| 5      | Kolmanskuppe     | Einziger Kandidat (UNSWP)  | Einziger Kandidat (UNSWP)  | Einziger Kandidat (UNSWP)  | Einziger Kandidat (UNSWP)  | Einziger Kandidat (UNSWP)  | UNSWP               |
| 6      | Lüderitzbucht    | 299                        | 179                        | –                          | –                          | 478                        | DB (Hans Hirsekorn) |
| 7      | Okahandja        | –                          | 268                        | –                          | 371                        | 639                        | EL (van Aardt)      |
| 8      | Otjiwarongo      | –                          | 340                        | 248                        | –                          | 588                        | UNSWP               |
| 9      | Swakopmund       | Einziger Kandidat (Unabh.) | Einziger Kandidat (Unabh.) | Einziger Kandidat (Unabh.) | Einziger Kandidat (Unabh.) | Einziger Kandidat (Unabh.) | Unabh.              |
| 10     | Warmbad          | –                          | 265                        | 098                        | –                          | 363                        | UNSWP               |
| 11     | Windhuk-Central  | 259                        | 266                        | –                          | –                          | 525                        | UNSWP               |
| 12     | Windhuk-Distrikt | –                          | 296                        | –                          | 227                        | 523                        | UNSWP               |
| Gesamt | Gesamt           | 558                        | 2168                       | 619                        | 808                        | 4153                       |                     |